# Ретро Радио Мађарска
Ретро Радио је популарна мађарска радио станица која углавном емитује највеће хитове 60-их, 70-их, 80-их и 90-их година, пружајући слушаоцима на тај начин носталгично искуство. Станица се може чути широм Мађарске и има за циљ да старинску музику поново учини доступном јавности, враћајући најупечатљивије мелодије из прошлости.
Веб страница радија, www.retroradio.hu, нуди многе опције, укључујући слушање преноса уживо, понављање претходних програма или чак подношење музичких захтева. На радију се појављују култни уметници као што су Queen, ABBA или Мајкл Џексон, тако да ће сви узрасти гарантовано пронаћи своје фаворите.

## Фреквенције
Ретро Радио емитује своје програме 24 сата дневно, на ултра кратким таласима, са 19 преносних стубова.
- Будимпешта - 103,3 MHz
- Дебрецин - 101,1 MHz
- Фехерђармат - 102,8 MHz
- Герече - 100,0 MHz
- Ђер - 101,4 MHz
- Нађвањшон - 100,5 MHz
- Капошвар - 89,0 MHz
- Кекеш - 104,7 MHz
- Комади - 101,6 MHz
- Мишколц - 98,3 MHz
- Велика Канижа - 93,6 MHz
- Печуј - 105,5 MHz
- Шопрон - 102,0 MHz
- Сегедин - 94,9 MHz
- Сексард - 98,4 MHz
- Сентеш - 95,7 MHz
- Сомбатхељ - 100,5 MHz
- Токај - 103,5 MHz
- Вашвар - 101,2 MHz

## Вести на енглеском језику
Ретро Радио сваког јутра емитује 15-минутне вести на енглеском језику.